# Łyżwiarstwo figurowe na Zimowej Uniwersjadzie 2015 – pary taneczne
Łyżwiarstwo figurowe na Zimowej Uniwersjadzie 2015 – pary taneczne – rywalizacja w jednej z konkurencji łyżwiarstwa figurowego – parach tanecznych rozgrywanej na Zimowej Uniwersjadzie 2015 odbyła się 6 i 7 lutego w hali Universiade Igloo w Grenadzie.

## Wyniki

### Taniec krótki
| Poz. | Zawodnicy                               | Reprezentacja | TSS   | Elementy oceny | Elementy oceny | Elementy oceny | Elementy oceny | Elementy oceny | Elementy oceny | Elementy oceny | Elementy oceny | Nbr. |
| Poz. | Zawodnicy                               | Reprezentacja | TSS   | TES            | PCS            | SS             | TR             | PE             | CH             | IN             | Ded            | Nbr. |
| ---- | --------------------------------------- | ------------- | ----- | -------------- | -------------- | -------------- | -------------- | -------------- | -------------- | -------------- | -------------- | ---- |
| 1    | Charlène Guignard / Marco Fabbri        | Włochy        | 64.44 | 33.76          | 30.68          | 7.65           | 7.55           | 7.65           | 7.65           | 7.85           | 0.00           | 4    |
| 2    | Sara Hurtado / Adrià Díaz               | Hiszpania     | 63.12 | 32.76          | 30.36          | 7.35           | 7.35           | 7.75           | 7.65           | 7.85           | 0.00           | 7    |
| 3    | Federica Testa / Lukáš Csölley          | Słowacja      | 53.04 | 25.88          | 27.16          | 6.75           | 6.65           | 6.65           | 6.95           | 6.95           | 0.00           | 10   |
| 4    | Jewgienija Kosigina / Nikołaj Moroszkin | Rosja         | 52.10 | 25.74          | 26.36          | 6.70           | 6.35           | 6.65           | 6.60           | 6.65           | 0.00           | 11   |
| 5    | Karina Uzurowa / Iljas Ali              | Kazachstan    | 46.86 | 26.06          | 20.80          | 5.30           | 5.00           | 5.25           | 5.35           | 5.10           | 0.00           | 6    |
| 6    | Chen Hong / Zhao Yan                    | Chiny         | 45.98 | 24.46          | 21.52          | 5.60           | 5.10           | 5.45           | 5.45           | 5.30           | 0.00           | 13   |
| 7    | Jennifer Urban / Sevan Lerche           | Niemcy        | 44.76 | 25.72          | 20.04          | 5.05           | 4.80           | 5.10           | 5.10           | 5.00           | -1.00          | 5    |
| 8    | Celia Robledo / Luis Fenero             | Hiszpania     | 44.16 | 25.16          | 19.00          | 4.65           | 4.50           | 4.90           | 4.85           | 4.85           | 0.00           | 2    |
| 9    | Lolita Jermak / Oleksij Szumski         | Ukraina       | 42.38 | 22.10          | 20.28          | 5.10           | 4.80           | 5.30           | 5.25           | 4.90           | 0.00           | 8    |
| 10   | Laureline Aubry / Kévin Bellingard      | Francja       | 42.08 | 23.80          | 18.28          | 4.60           | 4.450          | 4.60           | 4.80           | 4.40           | 0.00           | 9    |
| 11   | Song Linshu / Liu Yu                    | Chiny         | 40.04 | 29.96          | 18.08          | 4.70           | 4.35           | 4.75           | 4.60           | 4.20           | -1.00          | 1    |
| 12   | Kei Nishimura / Kentaro Suzuki          | Japonia       | 34.04 | 16.84          | 17.20          | 4.45           | 4.10           | 4.35           | 4.45           | 4.15           | 0.00           | 3    |
| 13   | Sun Wenqian / Wang Kuo                  | Chiny         | 34.02 | 17.70          | 16.32          | 4.10           | 3.90           | 4.15           | 4.30           | 3.95           | 0.00           | 12   |

### Taniec dowolny
| Poz. | Zawodnicy                               | Reprezentacja | TSS    | Elementy oceny | Elementy oceny | Elementy oceny | Elementy oceny | Elementy oceny | Elementy oceny | Elementy oceny | Elementy oceny | Nbr. |
| Poz. | Zawodnicy                               | Reprezentacja | TSS    | TES            | PCS            | SS             | TR             | PE             | CH             | IN             | Ded            | Nbr. |
| ---- | --------------------------------------- | ------------- | ------ | -------------- | -------------- | -------------- | -------------- | -------------- | -------------- | -------------- | -------------- | ---- |
| 1    | Charlène Guignard / Marco Fabbri        | Włochy        | 100.54 | 52.00          | 48.54          | 8.05           | 7.85           | 8.20           | 8.15           | 8.20           | 0.00           | 9    |
| 2    | Sara Hurtado / Adrià Díaz               | Hiszpania     | 100.44 | 51.90          | 48.54          | 7.90           | 7.80           | 8.15           | 8.30           | 8.30           | 0.00           | 13   |
| 3    | Federica Testa / Lukáš Csölley          | Słowacja      | 89.72  | 46.82          | 42.90          | 7.00           | 6.95           | 7.25           | 7.30           | 7.25           | 0.00           | 11   |
| 4    | Jewgienija Kosigina / Nikołaj Moroszkin | Rosja         | 86.52  | 44.82          | 41.70          | 6.95           | 6.70           | 6.95           | 7.15           | 7.00           | 0.00           | 10   |
| 5    | Chen Hong / Zhao Yan                    | Chiny         | 76.68  | 43.08          | 33.60          | 5.80           | 5.45           | 5.60           | 5.50           | 5.65           | 0.00           | 8    |
| 6    | Celia Robledo / Luis Fenero             | Hiszpania     | 74.54  | 42.48          | 33.06          | 5.40           | 5.25           | 5.65           | 5.70           | 5.55           | -1.00          | 6    |
| 7    | Jennifer Urban / Sevan Lerche           | Niemcy        | 73.60  | 41.20          | 32.40          | 5.40           | 5.20           | 5.55           | 5.50           | 5.35           | 0.00           | 7    |
| 8    | Karina Uzurowa / Iljas Ali              | Kazachstan    | 72.16  | 37.90          | 34.26          | 5.80           | 5.65           | 5.75           | 5.75           | 5.70           | 0.00           | 12   |
| 9    | Lolita Jermak / Oleksij Szumski         | Ukraina       | 68.62  | 37.26          | 32.16          | 5.20           | 5.10           | 5.30           | 5.65           | 5.55           | -1.00          | 5    |
| 10   | Laureline Aubry / Kévin Bellingard      | Francja       | 68.22  | 39.58          | 29.64          | 4.85           | 4.70           | 5.00           | 5.20           | 4.95           | -1.00          | 3    |
| 11   | Song Linshu / Liu Yu                    | Chiny         | 62.56  | 36.68          | 26.88          | 4.55           | 4.15           | 4.65           | 4.60           | 4.45           | -1.00          | 2    |
| 12   | Kei Nishimura / Kentaro Suzuki          | Japonia       | 60.80  | 33.42          | 28.38          | 4.60           | 4.50           | 4.85           | 4.95           | 4.75           | -1.00          | 4    |
| 13   | Sun Wenqian / Wang Kuo                  | Chiny         | 52.86  | 28.92          | 23.94          | 4.05           | 3.70           | 4.10           | 4.25           | 3.85           | 0.00           | 1    |

### Klasyfikacja końcowa
| Poz. | Zawodnicy                               | Reprezentacja | Nota łączna | SD | SD    | FD | FD     |
| ---- | --------------------------------------- | ------------- | ----------- | -- | ----- | -- | ------ |
| 01 ! | Charlène Guignard / Marco Fabbri        | Włochy        | 164.98      | 1  | 64.44 | 1  | 100.54 |
| 02 ! | Sara Hurtado / Adrià Díaz               | Hiszpania     | 163.56      | 2. | 63.12 | 2  | 100.44 |
| 03 ! | Federica Testa / Lukáš Csölley          | Słowacja      | 142.76      | 3  | 53.04 | 3  | 89.72  |
| 4    | Jewgienija Kosigina / Nikołaj Moroszkin | Rosja         | 138.62      | 4  | 52.10 | 4  | 86.52  |
| 5    | Chen Hong / Zhao Yan                    | Chiny         | 122.66      | 6  | 45.98 | 5  | 76.68  |
| 6    | Karina Uzurowa / Iljas Ali              | Kazachstan    | 119.02      | 5  | 46.86 | 8  | 72.16  |
| 7    | Celia Robledo / Luis Fenero             | Hiszpania     | 118.70      | 8  | 44.16 | 6  | 74.54  |
| 8    | Jennifer Urban / Sevan Lerche           | Niemcy        | 118.36      | 7  | 44.76 | 7  | 73.60  |
| 9    | Lolita Jermak / Oleksij Szumski         | Ukraina       | 111.00      | 9  | 42.38 | 9  | 68.62  |
| 10   | Laureline Aubry / Kévin Bellingard      | Francja       | 110.30      | 10 | 42.08 | 10 | 68.22  |
| 11   | Song Linshu / Liu Yu                    | Chiny         | 102.60      | 11 | 40.04 | 11 | 62.56  |
| 12   | Kei Nishimura / Kentaro Suzuki          | Japonia       | 94.84       | 12 | 34.04 | 12 | 60.80  |
| 13   | Sun Wenqian / Wang Kuo                  | Chiny         | 86.88       | 13 | 34.02 | 13 | 52.86  |